# 1. Fußball-Club Nürnberg Verein für Leibesübungen 1989-1990
Questa voce raccoglie le informazioni riguardanti il 1. Fußball-Club Nürnberg Verein für Leibesübungen nelle competizioni ufficiali della stagione 1989-1990.

## Stagione
Nella stagione 1989-1990 il Norimberga, allenato da Hermann Gerland e Dieter Lieberwirth, concluse il campionato di Bundesliga al 8º posto. In Coppa di Germania il Norimberga fu eliminato al secondo turno dal Borussia M'gladbach.

## Rosa
| N. |                     | Ruolo | Calciatore           |
| -- | ------------------- | ----- | -------------------- |
|    | Germania (bandiera) | P     | Andreas Köpke        |
|    | Germania (bandiera) | P     | Kurt Kowarz          |
|    | Germania (bandiera) | D     | Uli Bayerschmidt     |
|    | Germania (bandiera) | D     | Jörg Dittwar         |
|    | Germania (bandiera) | D     | Ralf Dusend          |
|    | Croazia (bandiera)  | D     | Vlado Kasalo         |
|    | Germania (bandiera) | D     | Stefan Kuhn          |
|    | Germania (bandiera) | D     | Ulf Metschies        |
|    | Germania (bandiera) | D     | Dieter Oßwald        |
|    | Germania (bandiera) | D     | Joachim Philipkowski |
|    | Germania (bandiera) | D     | Uwe Wolf             |
|    | Serbia (bandiera)   | C     | Aleksandar Abutovic  |
|    | Germania (bandiera) | C     | Thomas Brunner       |

| N. |                     | Ruolo | Calciatore         |
| -- | ------------------- | ----- | ------------------ |
|    | Germania (bandiera) | C     | Günter Drews       |
|    | Germania (bandiera) | C     | Christian Hausmann |
|    | Germania (bandiera) | C     | Christian Korek    |
|    | Germania (bandiera) | C     | Thomas Kristl      |
|    | Germania (bandiera) | C     | Marc Oechler       |
|    | Germania (bandiera) | C     | Martin Schneider   |
|    | Germania (bandiera) | C     | Andreas Schöll     |
|    | Germania (bandiera) | C     | Martin Wagner      |
|    | Germania (bandiera) | A     | Thomas Klein       |
|    | Senegal (bandiera)  | A     | Souleyman Sané     |
|    | Germania (bandiera) | A     | Frank Türr         |
|    | Germania (bandiera) | A     | Reiner Wirsching   |

## Organigramma societario
Area tecnica
- Allenatore: Dieter Lieberwirth
- Allenatore in seconda:
- Preparatore dei portieri:
- Preparatori atletici:

## Calciomercato

### Sessione estiva
| Acquisti | Acquisti        | Acquisti        | Acquisti |
| R.       | Nome            | da              | Modalità |
| -------- | --------------- | --------------- | -------- |
| D        | Uwe Wolf        | Edenkoben       |          |
| D        | Bård Bjerkeland | Lillestrøm      |          |
| C        | Günter Drews    | Hannover 96     |          |
| D        | Vlado Kasalo    | Dinamo Zagabria |          |
| A        | Thomas Klein    | Edenkoben       |          |

| Cessioni | Cessioni                | Cessioni          | Cessioni |
| R.       | Nome                    | a                 | Modalità |
| -------- | ----------------------- | ----------------- | -------- |
| D        | Bård Bjerkeland         | Lillestrøm        |          |
| D        | Anders Giske            | Colonia           |          |
| D        | Hans-Jürgen Heidenreich | Hessen Kassel     |          |
| C        | Dirk Otten              | Arminia Bielefeld |          |
| C        | Manfred Schwabl         | Bayern Monaco     |          |

### Sessione invernale
| Acquisti | Acquisti | Acquisti | Acquisti |
| R.       | Nome     | da       | Modalità |
| -------- | -------- | -------- | -------- |

| Cessioni | Cessioni            | Cessioni             | Cessioni |
| R.       | Nome                | a                    | Modalità |
| -------- | ------------------- | -------------------- | -------- |
| C        | Hans-Jürgen Brunner | Alemannia Aquisgrana |          |

## Risultati

### Bundesliga

#### Girone di andata
| Arbitro: | Theobald |

|                                  |           |                       |
| McInally 30’, 46’ Mihajlović 89’ | Marcatori | 40’ Hausmann 84’ Türr |

| Arbitro: | Föckler |

|              |           |                          |
| Sané 6’, 50’ | Marcatori | 40’ Demandt 82’ Schreier |

| Arbitro: | Werner |

|  |           |               |
|  | Marcatori | 52’ Wirsching |

| Arbitro: | Dellwing |

|               |           |             |
| Wirsching 13’ | Marcatori | 41’ Borowka |

| Arbitro: | Barnick |

|                        |           |               |
| Wegmann 30’ Schulz 72’ | Marcatori | 22’ Wirsching |

| Arbitro: | Fröhlich |

|                                   |           |  |
| Schneider 78’ Sané 80’ Wagner 87’ | Marcatori |  |

| Arbitro: | Mierswa |

|                            |           |  |
| Wirsching 53’ Hausmann 61’ | Marcatori |  |

| Arbitro: | Weber |

|  |           |             |
|  | Marcatori | 76’ Brunner |

| Arbitro: | Dardenne |

|                                    |           |  |
| Schneider 31’ Wirsching 75’ (rig.) | Marcatori |  |

| Arbitro: | Steinborn |

|                           |           |          |
| Littbarski 80’ Häßler 89’ | Marcatori | 63’ Kuhn |

| Arbitro: | Broska |

|                        |           |  |
| Metschies 6’ Drews 58’ | Marcatori |  |

| Arbitro: | Löwer |

|                  |           |  |
| Beiersdorfer 90’ | Marcatori |  |

| Arbitro: | Heitmann |

|               |           |              |
| Wirsching 14’ | Marcatori | 75’ Andersen |

| Arbitro: | Werner |

|                                  |           |                          |
| Leifeld 14’ Wegmann 43’ Kohn 56’ | Marcatori | 63’, 85’ Türr 68’ Kristl |

| Arbitro: | Pauly |

|  |           |                         |
|  | Marcatori | 13’ Walter 79’ Allgöwer |

| Arbitro: | Muhmenthaler |

|                                 |           |                                                  |
| Kleppinger 21’, 52’ Steffen 29’ | Marcatori | 5’ (rig.) Brunner 25’ (aut.) Kleppinger 83’ Türr |

| Norimberga 17 novembre 1989, ore 20:00 CET 17ª giornata | Norimberga  | 0 – 0 referto | Kaiserslautern | Städtisches Stadion (30 000 spett.)\| Arbitro: \| Assenmacher \| |
| Arbitro:                                                | Assenmacher |               |                |                                                                  |

#### Girone di ritorno
| Arbitro: | Weber |

|                                                   |           |  |
| Brunner 34’ (rig.) Türr 55’ Dusend 72’ Kristl 75’ | Marcatori |  |

| Arbitro: | Dellwing |

|                          |           |  |
| Schreier 13’ Demandt 43’ | Marcatori |  |

| Arbitro: | Krug |

|  |           |              |
|  | Marcatori | 12’ Großkopf |

| Arbitro: | Föckler |

|                                                |           |  |
| Bratseth 40’ Neubarth 43’ Votava 72’ Rufer 87’ | Marcatori |  |

| Arbitro: | Berg |

|          |           |                          |
| Sané 22’ | Marcatori | 24’ Zorc 34’, 68’ Möller |

| Düsseldorf 3 marzo 1990, ore 15:30 CET 23ª giornata | Fortuna Düsseldorf | 0 – 0 referto | Norimberga | Rheinstadion (15 000 spett.)\| Arbitro: \| Merk \| |
| Arbitro:                                            | Merk               |               |            |                                                    |

| Arbitro: | Barnick |

|                                         |           |  |
| Klinkert 13’ Hochstätter 39’ Criens 42’ | Marcatori |  |

| Arbitro: | Löwer |

|                      |           |  |
| Oechler 25’ Türr 31’ | Marcatori |  |

| Karlsruhe 24 marzo 1990, ore 15:30 CET 26ª giornata | Karlsruhe | 0 – 0 referto | Norimberga | Wildparkstadion (19 000 spett.)\| Arbitro: \| Kentsch \| |
| Arbitro:                                            | Kentsch   |               |            |                                                          |

| Arbitro: | Barnick |

|                    |           |           |
| Dittwar 17’ (rig.) | Marcatori | 23’ Görtz |

| Arbitro: | Theobald |

|           |           |          |
| Rudel 67’ | Marcatori | 40’ Sané |

| Arbitro: | Pauly |

|                     |           |  |
| Oechler 5’ Sané 67’ | Marcatori |  |

| Arbitro: | Neuner |

|                                             |           |               |
| Gründel 15’, 79’ Bein 39’ Andersen 46’, 82’ | Marcatori | 26’ Metschies |

| Arbitro: | Wiesel |

|                                |           |               |
| Wirsching 22’ Philipkowski 86’ | Marcatori | 83’ Ostermann |

| Arbitro: | Weber |

|                                                      |           |  |
| Schnalke 59’ Frontzeck 61’ Sverrisson 67’ Walter 69’ | Marcatori |  |

| Arbitro: | Werner |

|           |           |           |
| Klein 38’ | Marcatori | 16’ Reich |

| Arbitro: | Pauly |

|  |           |                        |
|  | Marcatori | 39’ Kasalo 50’ Dittwar |

### Coppa di Germania
| Arbitro: | Kasper |

|  |           |                                       |
|  | Marcatori | 49’, 57’ Wagner 68’ Hausmann 85’ Türr |

| Arbitro: | Wiesel |

|                                            |           |               |
| Criens 13’ Spies 42’, 81’ Bruns 71’ (rig.) | Marcatori | 23’ Wirsching |

## Statistiche

### Statistiche di squadra
| Competizione      | Punti | In casa | In casa | In casa | In casa | In casa | In casa | In trasferta | In trasferta | In trasferta | In trasferta | In trasferta | In trasferta | Totale | Totale | Totale | Totale | Totale | Totale | DR |
| Competizione      | Punti | G       | V       | N       | P       | Gf      | Gs      | G            | V            | N            | P            | Gf           | Gs           | G      | V      | N      | P      | Gf     | Gs     | DR |
| ----------------- | ----- | ------- | ------- | ------- | ------- | ------- | ------- | ------------ | ------------ | ------------ | ------------ | ------------ | ------------ | ------ | ------ | ------ | ------ | ------ | ------ | -- |
| Bundesliga        | 33    | 17      | 8       | 6       | 3       | 26      | 13      | 17           | 3            | 5            | 9            | 16           | 33           | 34     | 11     | 11     | 12     | 42     | 46     | -4 |
| Coppa di Germania | -     | 0       | 0       | 0       | 0       | 0       | 0       | 2            | 1            | 0            | 1            | 5            | 4            | 2      | 1      | 0      | 1      | 5      | 4      | +1 |
| Totale            | 33    | 17      | 8       | 6       | 3       | 26      | 13      | 19           | 4            | 5            | 10           | 21           | 37           | 36     | 12     | 11     | 13     | 47     | 50     | -3 |

### Andamento in campionato
| Giornata  | 1  | 2  | 3 | 4 | 5  | 6 | 7 | 8 | 9 | 10 | 11 | 12 | 13 | 14 | 15 | 16 | 17 | 18 | 19 | 20 | 21 | 22 | 23 | 24 | 25 | 26 | 27 | 28 | 29 | 30 | 31 | 32 | 33 | 34 |
| --------- | -- | -- | - | - | -- | - | - | - | - | -- | -- | -- | -- | -- | -- | -- | -- | -- | -- | -- | -- | -- | -- | -- | -- | -- | -- | -- | -- | -- | -- | -- | -- | -- |
| Luogo     | T  | C  | T | C | T  | C | C | T | C | T  | C  | T  | C  | T  | C  | T  | C  | C  | T  | C  | T  | C  | T  | T  | C  | T  | C  | T  | C  | T  | C  | T  | C  | T  |
| Risultato | P  | N  | V | N | P  | V | V | V | V | P  | V  | P  | N  | N  | P  | N  | N  | V  | P  | P  | P  | P  | N  | P  | V  | N  | N  | N  | V  | P  | V  | P  | N  | V  |
| Posizione | 12 | 13 | 9 | 9 | 12 | 8 | 7 | 4 | 2 | 5  | 5  | 5  | 4  | 6  | 7  | 7  | 7  | 6  | 7  | 7  | 9  | 10 | 10 | 12 | 10 | 10 | 9  | 9  | 9  | 9  | 8  | 8  | 9  | 8  |

Legenda:

Luogo: C = Casa; T = Trasferta. Risultato: V = Vittoria; N = Pareggio; P = Sconfitta.

### Statistiche dei giocatori
| Giocatore       | Bundesliga | Bundesliga | Bundesliga  | Bundesliga | Coppa di Germania | Coppa di Germania | Coppa di Germania | Coppa di Germania | Totale   | Totale | Totale      | Totale     |
| Giocatore       | Presenze   | Reti       | Ammonizioni | Espulsioni | Presenze          | Reti              | Ammonizioni       | Espulsioni        | Presenze | Reti   | Ammonizioni | Espulsioni |
| --------------- | ---------- | ---------- | ----------- | ---------- | ----------------- | ----------------- | ----------------- | ----------------- | -------- | ------ | ----------- | ---------- |
| A. Abutovic     | 0          | 0          | 0           | 0          | 0                 | 0                 | 0                 | 0                 | 0        | 0      | 0           | 0          |
| U. Bayerschmidt | 16         | 0          | 0           | 0          | 0                 | 0                 | 0                 | 0                 | 16       | 0      | 0           | 0          |
| H. Brunner      | 11         | 0          | 4           | 1          | 1                 | 0                 | 0                 | 0                 | 12       | 0      | 4           | 1          |
| T. Brunner      | 29         | 3          | 3           | 0          | 1                 | 0                 | 1                 | 0                 | 30       | 3      | 4           | 0          |
| J. Dittwar      | 26         | 2          | 5           | 0          | 1                 | 0                 | 0                 | 0                 | 27       | 2      | 5           | 0          |
| G. Drews        | 11         | 1          | 0           | 0          | 1                 | 0                 | 0                 | 0                 | 12       | 1      | 0           | 0          |
| R. Dusend       | 27         | 1          | 6           | 0          | 2                 | 0                 | 0                 | 0                 | 29       | 1      | 6           | 0          |
| C. Hausmann     | 22         | 2          | 3           | 0          | 2                 | 1                 | 0                 | 0                 | 24       | 3      | 3           | 0          |
| V. Kasalo       | 5          | 1          | 1           | 0          | 1                 | 0                 | 1                 | 0                 | 6        | 1      | 2           | 0          |
| T. Klein        | 11         | 1          | 0           | 0          | 1                 | 0                 | 0                 | 0                 | 12       | 1      | 0           | 0          |
| C. Korek        | 0          | 0          | 0           | 0          | 0                 | 0                 | 0                 | 0                 | 0        | 0      | 0           | 0          |
| K. Kowarz       | 3          | 0          | 0           | 0          | 1                 | 0                 | 0                 | 0                 | 4        | 0      | 0           | 0          |
| T. Kristl       | 23         | 2          | 2           | 0          | 2                 | 0                 | 0                 | 0                 | 25       | 2      | 2           | 0          |
| S. Kuhn         | 20         | 1          | 3           | 0          | 1                 | 0                 | 0                 | 0                 | 21       | 1      | 3           | 0          |
| A. Köpke        | 31         | 0          | 0           | 0          | 1                 | 0                 | 0                 | 0                 | 32       | 0      | 0           | 0          |
| U. Metschies    | 30         | 2          | 7           | 0          | 2                 | 0                 | 0                 | 0                 | 32       | 2      | 7           | 0          |
| M. Oechler      | 15         | 2          | 0           | 0          | 0                 | 0                 | 0                 | 0                 | 15       | 2      | 0           | 0          |
| D. Oßwald       | 0          | 0          | 0           | 0          | 0                 | 0                 | 0                 | 0                 | 0        | 0      | 0           | 0          |
| J. Philipkowski | 25         | 1          | 6           | 1          | 1                 | 0                 | 0                 | 0                 | 26       | 1      | 6           | 1          |
| S. Sané         | 33         | 6          | 5           | 0          | 1                 | 0                 | 0                 | 0                 | 34       | 6      | 5           | 0          |
| M. Schneider    | 33         | 2          | 3           | 0          | 2                 | 0                 | 0                 | 0                 | 35       | 2      | 3           | 0          |
| A. Schöll       | 0          | 0          | 0           | 0          | 0                 | 0                 | 0                 | 0                 | 0        | 0      | 0           | 0          |
| F. Türr         | 26         | 6          | 0           | 0          | 2                 | 1                 | 0                 | 0                 | 28       | 7      | 0           | 0          |
| M. Wagner       | 7          | 1          | 0           | 0          | 1                 | 2                 | 1                 | 0                 | 8        | 3      | 1           | 0          |
| R. Wirsching    | 29         | 7          | 3           | 0          | 2                 | 1                 | 0                 | 0                 | 31       | 8      | 3           | 0          |
| U. Wolf         | 3          | 0          | 1           | 0          | 0                 | 0                 | 0                 | 0                 | 3        | 0      | 1           | 0          |